# 列支敦士登足球協會
列支敦士登足球協會（德語：Liechtensteiner Fussballverband，簡稱LFV）是列支敦斯登的足球主管團體，總部設於沙恩，負責組織列支敦士登盃及列支敦士登國家足球隊。列支敦士登是國際足協中唯一沒有舉辦國內聯賽的成員，因為國只有7支球隊，不滿足參與歐洲賽事的8支頂級聯賽球隊門檻。目前列支敦士登球隊全部參加瑞士足球联赛系统。

## 外部連結
- Official website（页面存档备份，存于）
- Liechtenstein （页面存档备份，存于） at FIFA site
- Liechtenstein （页面存档备份，存于） at UEFA site